# Rheinstetten
Rheinstetten est une ville d'Allemagne. Elle compte environ 20 000 habitants.

## Histoire
Rheinstetten est née en 1975 de la fusion des anciennes communes de Forchheim (de), Mörsch (de) et Neuburgweier (de). En 2000, elle obtient le statut de ville et devient chef-lieu d'arrondissement le 1er janvier 2005.

## Jumelages
La ville de Rheinstetten est jumelée avec :
- Vecsés (Hongrie) depuis 1993 ;
- Navarrenx (France) depuis 1995[2] ;
- Palca (Pérou) depuis 1997.